# Katschug
Katschug (russisch Качу́г) ist eine Siedlung städtischen Typs in der Oblast Irkutsk in Russland mit 7011 Einwohnern (Stand: 14. Oktober 2010).

## Geographie
Der Ort liegt gut 200 km Luftlinie nordöstlich des Oblastverwaltungszentrums Irkutsk westlich des Baikalgebirges zu beiden Seiten der Lena, bei der Einmündung des rechten Nebenflusses Anga.
Katschug ist Verwaltungszentrum des Rajons Katschugski und bildet als deren einzige Ortschaft die Stadtgemeinde Katschugskoje gorodskoje posselenije. Zugleich ist der Ort Sitz der Landgemeinde Katschugskoje selskoje posselenije, zu der die im Umkreis von bis etwa 15 km liegenden Dörfer Bolschije Goly, Bossogol, Isset, Kistenjowa, Krasnojar, Malyje Goly, Suchanai Baibet, Sutai, Timirjasewa und Tscheptychoi sowie die Siedlung Lesnoi gehören.

## Geschichte
Der Ort wurde 1686 gegründet. Gegen Ende des 17. Jahrhunderts lebten dort neben den in der Gegend ansässigen Ewenken (damals Tungusen genannt) Russen und Burjaten. Der Ortsname ist vom ewenkischen Wort kotscho abgeleitet, das eine Flussbiegung bezeichnet. Zunächst war im Russischen die Form Katschig in Gebrauch, später auch Katschuga.
Für mehr als 250 Jahre blieb Katschug wichtigster Ausgangspunkt für den Wasserweg auf der Lena aus dem Baikalgebiet nach Jakutien. 1924 wurde der Verwaltungssitz des Ujesds Wercholensk nach Katschug verlegt. Am 28. Juni 1926 wurde es Zentrum eines nach ihm benannten Rajons. Seit 1935 besitzt Katschug den Status einer Siedlung städtischen Typs.
Mit der Fertigstellung des westlichsten Abschnittes der späteren Baikal-Amur-Magistrale (BAM) von Taischet ins lenaabwärts gelegene Ust-Kut 1958 sank die Bedeutung Katschugs für den Verkehr über die Lena.

### Bevölkerungsentwicklung
| Jahr | Einwohner |
| ---- | --------- |
| 1939 | 10.868    |
| 1959 | 8.806     |
| 1970 | 8.859     |
| 1979 | 8.303     |
| 1989 | 8.936     |
| 2002 | 7.733     |
| 2010 | 7.011     |

Anmerkung: Volkszählungsdaten

## Verkehr
Katschug liegt an der Regionalstraße 25N-013 (ehemals R418), die von Irkutsk über Ust-Ordynski kommend etwas oberhalb der Siedlung die Lena erreicht, diese beim Ort überquert und – mit Ausnahme der letzten Kilometer – am rechten Ufer des Flusses über Wercholensk ins nördlich benachbarte Rajonzentrum Schigalowo führt.
Die Lena ist ab Katschug, 3970 km oberhalb der Mündung, für kleinere Fahrzeuge schiffbar (der reguläre Schiffsverkehr beginnt heute beim fast 500 km flussabwärts gelegenen Hafen Ossetrowo in Ust-Kut). Der kleine Flughafen des Ortes (ICAO-Code UIIX) wird seit den 1990er-Jahren nicht mehr regelmäßig im Passagierverkehr angeflogen, dient aber beispielsweise der Waldbrandüberwachungs- und -bekämpfungseinheit Awialessoochrana.

## Trivia
Nach dem Ort Katschug ist der seit 1988 registrierte Krater „Kachug“ auf dem Mars benannt.